# Warmaster
Warmaster è un wargame scritto da Rick Priestley, pubblicato da Specialist Games (una divisione di Games Workshop) e ambientato nel mondo di Warhammer Fantasy Battle. È diverso da Warhammer Fantasy Battle sia nell'aspetto che nel gameplay. È progettato per miniature da 10 a 12 mm. Le miniature sono montate su basi e generalmente tre di esse formano un'unità. Generali, Eroi e Maghi sono basettati singolarmente o con il loro seguito.
Lo stile di gioco è incentrato sul comando. La magia è presente nelle regole del gioco, tuttavia avendo degli effetti limitati. Il gioco è studiato per focalizzarsi sulla capacità di comando del generale piuttosto che sulla capacità del suo esercito di combattere.
Nell’universo di Warhammer 40.000, Epic ricopre lo stesso ruolo di “gioco di battaglie di massa” che Warmaster ricopre nei confronti Warhammer Fantasy Battle, anche se i due giochi non condividono lo stesso regolamento.

## Storia
La versione originale, il set di regole fantasy di Warmaster, è stata rilasciata per la prima volta nel 2000. Come con la maggior parte dei prodotti di giochi Specialist Games, la strategia di supporto di Games Workshop si è evoluta nel tempo. Un tempo parte della divisione Specialist Games, Warmaster è stato quindi supportato direttamente da Games Workshop stessa, anche se in maniera abbastanza ristretta. Nel 2013 Games Workshop ha smesso di produrre le miniature e ha iniziato a rimuoverle dal proprio negozio online, man mamo che le scorte si esaurivano. Era scaricabile gratuitamente dal sito Specialist Games il regolamento in versione "Living Rulebook" (una versione del regolamento periodicamente aggiornata e migliorata dai fan con il tacito accordo di Games Workshop), insieme a supplementi e articoli di riviste archiviati.
A metà del 2006, un nuovo supplemento online è stato aggiunto al sito web di Specialist Games, noto come Warmaster Armies. Questo supplemento includeva le liste dei sei eserciti originali leggermente riviste e modificate (Alti Elfi, Impero, Nani, Orchi e Goblin, Caos e Re dei Sepolcri di Khemri), oltre alle liste per otto nuove eserciti (Elfi Oscuri, Skaven, Bretoniani, Uomini Lucertola, Kisleviti, Conti Vampiro, Orde Demoniache e Arabia).
Questo supplemento è stato seguito nel 2009 da una versione implementata, gestita dai fan del gioco. Includeva parecchie liste dell'esercito alternative, liste di prova o progettate dai fan. La pubblicazione Warmaster mirava a promuovere lo sviluppo continuo del gioco, ma da allora è stata sostituita e perfezionata (vedi sotto per Warmaster Revolution).
Nel 2010 è stata rilasciata Warmaster 2nd Edition, che andava a rivedere e chiarire le regole per gli assedi, scritte per il gioco nei 10 anni precedenti.
Dal 2017 un set di regole rinnovato è stato rilasciato dalla community di Warmaster chiamato Warmaster Revolution. Riunendo elementi di Warmaster Ancients (vedi sotto) e alcune "regole casalinghe” aggiuntive, Warmaster Revolution si è rapidamente affermato come il set di regole scelto dai giocatori Warmaster. La sua uscita ha coinciso con una marcata ripresa di interesse per il gioco, dovuta in gran parte al lancio di Warmaster Podcast nel 2016. Con una comunità FB in crescita, video di YouTube e più tornei a livello globale, Warmaster sta vivendo una rinascita con una base in espansione di nuovi convertiti e giocatori di ritorno. Il nuovo set di regole incorpora molte delle liste dell'esercito supplementare del 2009, ma ha un comitato di lavoro che cerca di perfezionare le liste per renderle equilibrate e giocabili, oltre ritoccare le attuali liste dell'esercito.

### The Battle of Five Armies (La Battaglia dei cinque eserciti)
Nel 2005 Games Workshop pubblica un gioco in scatola chiamato Great Battles of Middle Earth: The Battle of Five Armies, basato sulla battaglia del libro “Lo Hobbit". Le regole sono fortemente basate su Warmaster e utilizza la stessa scala in miniatura. Il cofanetto contiene regole, miniature di plastica da 10 mm e scenari (colline di plastica, rovine e un fiume di cartone).
Miniature aggiuntive per questo gioco sono state realizzate successivamente in metallo bianco. Sebbene dettagliate nel regolamento della scatola base, queste miniature extra sono state vendute separatamente. Le miniature in metallo sono uscite di produzione in breve tempo mentre la scatola base è rimasta a catalogo più a lungo. Il gioco è stato rimosso prima del lancio della linea da 28 mm basata sul film "Lo Hobbit".

### Warmaster Ancients
Sempre nel 2005 Warhammer Historical (divisione che curava le versioni di ambientazione storica dei giochi Games Workshop) ha pubblicato Warmaster Ancients, una versione modificata delle regole fantasy adatta per battaglie che coprono un periodo dai primi tempi biblici al 1066. Le regole sono diverse dalla versione originale fantasy per rappresentare meglio le battaglie e le unità storiche. La cavalleria, ad esempio, è stata resa più debole rispetto alla fanteria a favore di eserciti come i romani e i norvegesi.
L'ottobre 2006 ha visto l'uscita di Warmaster Ancient Armies, che include 20 nuove liste di armate (tutte impostate prima del 1000 d.C.), insieme alle regole per il gioco della campagna e una serie di nuovi chiarimenti alle regole e modifiche alle unità. Le regole della campagna sono state descritte come un buon modo per collegare le battaglie, ma non sono adatte per le campagne storiche.
Un nuovo supplemento per il periodo successivo, Warmaster Medieval Armies è stato rilasciato nel dicembre 2008. Questo libro supplementare contiene 30 nuovi liste di armate e una serie di modifiche significative alle regole dalla versione Fantasy e Ancients. I cavalieri tornano a essere una unità potente che riporta l'equilibrio del gioco verso la cavalleria, come nella versione fantasy originale. Il supplemento includeva regole speciali per gli assedi, equipaggiamenti tipici dell’epoca e regole per gestire agglomerati di unità più grandi.

## Stile di gioco di Warmaster
Warmaster lavora a un livello di organizzazione più alto rispetto a Warhammer Fantasy per rappresentare battaglie molto grandi nel mondo di Warhammer. I componenti di un esercito sono divisi in due tipi fondamentali: unità e personaggi. Nelle miniature originali da 10 mm prodotte da Games Workshop, le figure vengono presentate con 5 "uomini" per striscia. Molti giocatori imbasettano le loro miniature con soldatini di altri produttori per produrre delle basette che contengano 4-12 figure, in modo da migliorare a colpo d'occhio la sensazione di massa di soldati. Le basi standard per Warmaster Ancients sono da 40 mm x 20 mm. Le unità sono normalmente composte da tre di questi elementi ciascuna. Le basette di fanteria hanno il fronte dell'unità lungo il bordo di 40 mm, mentre la cavalleria, i carri, i mostri e l'artiglieria si trovano lungo il bordo di 20 mm. I personaggi rappresentano comandanti come generali, eroi e maghi e possono essere basati come desidera il giocatore, generalmente su basette tonde o monete modellate come dei piccoli diorama o basi larghe 40 o 20 mm in modo che possano essere posizionati in combattimento insieme alle truppe.
Il gioco sis struttura tramite il lancio di dadi. Le unità in Warmaster devono essere attivate e mosse tirando contro il valore di comando di un personaggio; le unità possono essere attivate più volte, anche se il tiro diventa progressivamente più difficile. Se un comandante fallisce il suo tiro di attivazione, non può più comandare unità in quel turno. Le unità possono essere mosse in contatto con le truppe nemiche e sono considerate in carica. Per consentire ai comandanti di spostare i loro eserciti, le unità possono essere formate in brigate (gruppi di unità composte da fino a quattro unità).
Una volta che tutte le unità sono state spostate, le unità idonee possono sparare e i maghi possono tentare di lanciare un incantesimo. Il tiro non è molto letale, ma qualsiasi colpo messo a segno può costringere un'unità nemica a ritirarsi e costare al giocatore ulteriori tiri di comando per rientrare in combattimento. Il tiro è quindi principalmente mirato a interrompere la formazione e la coesione del nemico piuttosto che distruggerli.
Successiva alla fase di tiro c'è la fase di combattimento, dove tutte le unità a contatto con basette avversarie possono tirare un numero di dadi a sei facce equivalente al loro valore di attacco. Le unità basate sul bordo di 20 mm hanno un enorme vantaggio contro le unità basate sul bordo di 40 mm, consentendo loro di raggruppare tutti i loro attacchi in una facciata stretta, con due unità in grado di combinare i loro attacchi su una singola unità nemica. Una volta che due unità si sono scambiate i colpi, il numero di colpi viene sommato. Il perdente con il numero totale di colpi più basso è costretto a ritirarsi, mentre il vincitore ha la possibilità di Resistere, Inseguire o Ripiegare. I combattimenti possono continuare, anche contro più unità nemiche in successione, fino a quando una parte non viene distrutta o l'attaccante non desidera inseguire il nemico.

## Stile di gioco di Warmaster Ancients
Anche prima della pubblicazione di Warmaster Ancients, c'erano stati tentativi di utilizzare le regole fantasy per eserciti puramente storici. Tuttavia, avevano svantaggi significativi: la cavalleria secondo le regole fantasy era troppo potente, gli schermagliatori troppo deboli e alcuni tipi di truppe storiche erano completamente assenti.
Lo stile di gioco di Warmaster Ancients segue la stessa procedura di base di Warmaster Fantasy, ma differisce nel modo seguente:
• Magia, draghi e altri simili non sono naturalmente presenti in questo set di regole (sebbene in alcuni eserciti siano presenti grandi creature storiche, come gli elefanti).
• Le unità possono ricevere solo tre ordini consecutivi.
• Il combattimento è limitato a due scambi, a differenza della versione fantasy, in cui le unità possono continuare ad attaccare fintanto che hanno bersagli validi nel raggio. Ciò consente ai giocatori di rinforzare le proprie truppe sotto attacco.
• Esistono regole speciali per molti tipi di unità storiche. Le unità basate sul bordo di 20 mm sono designate come "truppe d'assalto" e includono cavalleria pesante, elefanti e falangi che usano picche: la loro maggiore potenza di attacco è compensata dalla loro facciata più corta che le apre al fianco. Tra i nuovi tipi di truppe più importanti ci sono gli schermagliatori, truppe leggere mobili che possono eludere una carica nemica e possono essere utilizzate per ritardare un'avanzata nemica.